# Kompaslinje
En kompaslinje er enhver linje på Jorden, der danner den samme vinkel med alle jordmeridianer.
En kompaslinje angives ved den vinkel, den danner med meridianen. 
Vinklen regnes fra nord (0°) med uret indtil 360°.
Den retvisende nord-sydlinje er den kompaslinje, der er sammenfaldende med stedets meridian.
Den retvisende øst-vestlinje er den kompaslinje, der er sammenfaldende med stedets breddeparallel.
| Geografi/geologi | Spire Denne artikel om geografi er en spire som bør udbygges. Du er velkommen til at hjælpe Wikipedia ved at udvide den. |